# The Time Is Now (песня Джона Сины)
«The Time Is Now» (с анг. Время настало) — песня профессионального рестлера и актера Джона Сины. Используется, как вступительная в выступлениях Сины в его выступлениях на WWE.
Записана в 2005 году, Джоном Синой для его дебютного альбома You Can’t See Me.
9 апреля 2005 была выпущена, как заглавная песня альбома от Columbia и WWE Music Group.
20 июня 2011 была выпущена как сингл в iTunes Store.
Известна также по интернет-мему «Unexpected John Cena» (Неожиданный Джон Сина).

## История создания
Сина дебютировал на телевидении 27 июня 2002 года, ответив на открытый вызов Курта Энгла. В октябре Сина и Билли Кидман приняли участие в Тэг Тим (командном) турнире на звание первого чемпиона Командного чемпионства WWE Raw бренда SmackDown, проиграв в первом раунде. На следующей неделе Сина отвернулся от Кидмана и напал на него, обвиняя в их поражении, таким образом став «злодеем». Вскоре после нападения на Кидмана, во время тематического эпизода в честь Хэллуина от SmackDown, Сина оделся как Vanilla Ice и исполнил фристайл рэп. Со следующей недели Сина имел образ рэпера, который задирается на своих оппонентов во время промо, рифмуя.
Он записал свою собственную тематическую песню (песня, которая закрепляется с ним на сцене) «Basic Thugonomics», которая была включена в альбом саундтреков WWE именующийся WWE Originals. Для следующего альбома компании WWE ThemeAddict: The Music, Vol. 6, Джон также записал трек. Вместе с Murs, E-40, и Chingo Bling работал над треком H-U-S-T-L-E remix.
9 апреля 2005 года Джон Сина выпускает The Time Is Now, а 10 мая того же года дебютирует его альбом You Can’t See Me, в состав которого и входит «Время настало». Альбом был записан совместно с кузином Сины Tha Trademarc.

## Создание
«The Time Is Now» была написана Синой вместе с Марком Предкой, кузином Сины известным под сценическим псевдонимом Tha Trademarc. Записав этот альбом с Синой, Предка появлялся почти в каждой песне альбома. Продюсировал сингл Jake One.
Песня содержит сэмплы из песни «Ante Up» под авторством рэпера M.O.P., которые в свою очередь взяты из песни «Soul Sister, Brown Sugar» под авторством Sam & Dave, Pete Schofield и The Canadians', которая в свою очередь написана на основе «The Night the Lights Went Out in Georgia» под авторством Vicki Lawrence.
14 октября 2008 года M.O.P. подал иск в Федеральный суд Нью-Йорка против Sony BMG, Stephanie Music Publishing, Cherry Lane Music Publishing Company, WWE и Джона Сины. По словам M.O.P., Сина и WWE украли части песни «Ante Up» для The Time Is Now, утверждая, что песня была незаконно взята в качестве образца и четко повторена три раза, во время вступления, второго и третьего припева. M.O.P. требовали уничтожения песни и 150 000 долларов в качестве компенсации. Они отозвали иск через два месяца.

## Появления
Песня есть в играх: WWE Day of Reckoning 2, «Scooby Doo: Wrestlemania Mystery», SmackDown! vs RAW 2006, SmackDown vs RAW 2007, SmackDown vs RAW 2008, SmackDown vs RAW 2009, SmackDown vs RAW 2010, SmackDown vs RAW 2011, WWE All Stars, WWE '12, WWE '13, WWE 2K14, WWE 2K15, WWE 2K16, WWE 2K17, WWE 2K18, WWE 2K19и WWE 2K20.
В 2017 году песня была использована в рекламном ролике для Toyota Camry.